# Utreque (província)

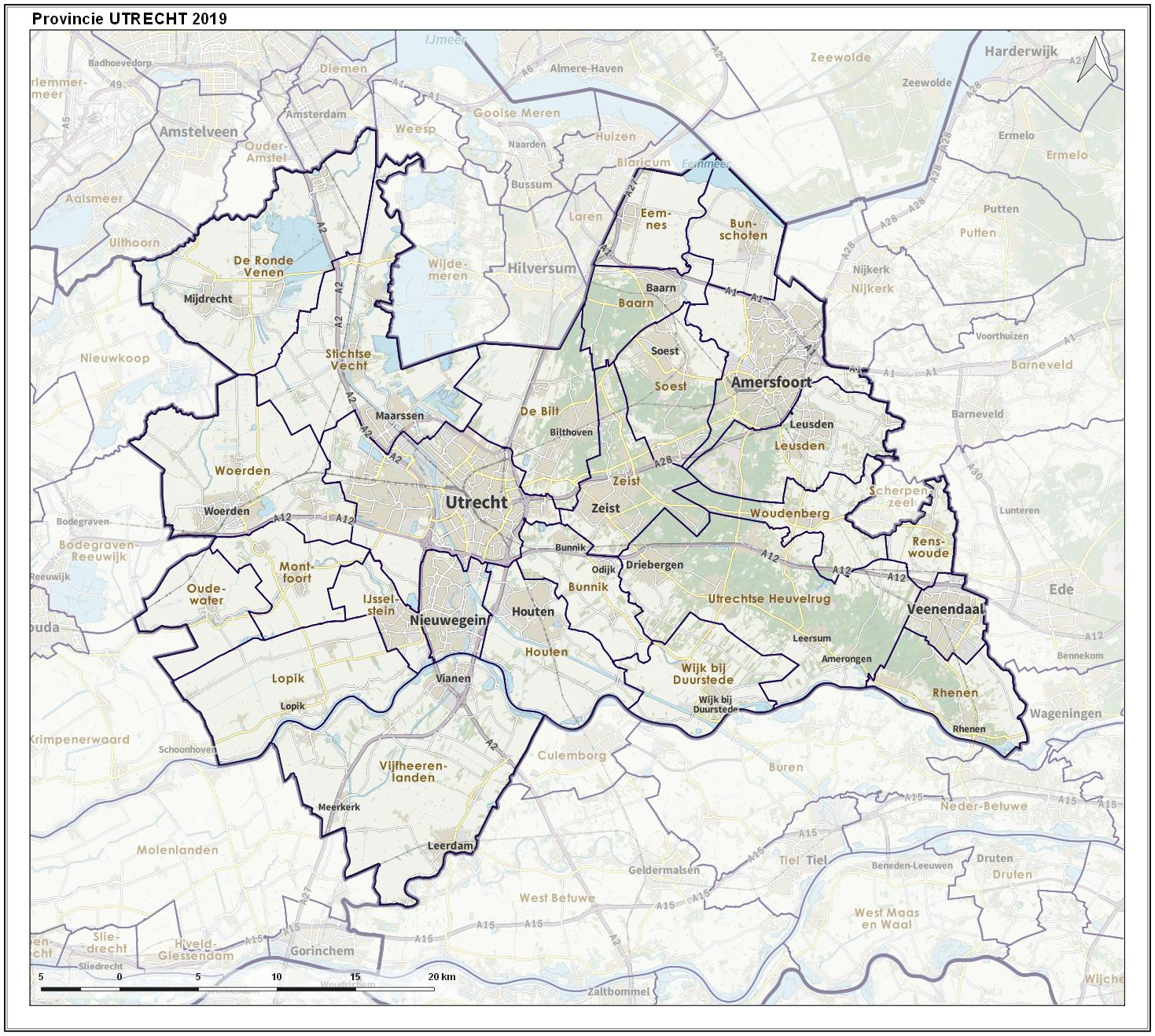
Utreque

Utreque (Utrecht em neerlandês), é a menor província dos Países Baixos e fica localizada no centro do país. Faz fronteira com IJsselmeer a norte, Guéldria a oeste, o rio Reno a sul, Holanda do Sul a oeste e Holanda do Norte a noroeste.
As principais cidades dessa província são a capital Utreque e Amersfoort.

## História
Na Idade Média, a maior parte da área atualmente pertencente à província de Utreque era governada pelo bispo de Utreque. O bispado de Utreque foi fundado em 722 por São Vilibrordo. Várias guerras rebentaram entre Utreque e os condados e ducados vizinhos de Holanda, Guéldria e Brabantia.
Em 1527, o bispo de Utreque entregou os poderes que detinha nos territórios ao imperador do Sacro Império Romano-Germânico Carlos V, que já possuía outras províncias neerlandesas. Em 1579, contudo, houve uma revolta que pôs fim ao poder de Carlos V.
Na segunda guerra mundial, Utreque foi ocupada pelas forças alemãs até a capitulação alemã em cinco de maio de 1945.

## Geografia
Utreque é uma província fértil a sul, argilosa a oeste, pantanosa a noroeste e arenosa a leste.

### Municípios (26)
A província de Utreque encontra-se dividida nos vinte e seis municípios:
- Amersfoort
- Baarn
- Bunnik
- Bunschoten
- De Bilt
- De Ronde Venen
- Eemnes
- Houten
- Leusden
- Lopik
- Montfoort
- Nieuwegein
- Oudewater
- Renswoude
- Rhenen
- Soest
- Stichtse Vecht
- Utrechtse Heuvelrug
- Utreque)
- Veenendaal
- Vijfheerenlanden
- Wijk bij Duurstede
- Woerden
- Woudenberg
- IJsselstein
- Zeist

### Localidades
- Abcoude
- Achterdijk
- Achterwetering
- Achthoven
- Achthoven
- Ameide
- Amerongen
- Amersfoort
- Baarn
- Blauwkapel
- Blokland
- Breukelen
- Broek
- Bunnik
- Bunschoten
- Cattenbroek
- De Bilt
- Doorn
- Driebergen-Rijsenburg
- Eemnes
- Geer
- Heeswijk
- Hei- en Boeicop
- Houten
- IJsselstein
- Kockengen
- Kortenhoeven
- Kortrijk
- Lakerveld
- Leerbroek
- Leerdam
- Leersum
- Leusden
- Leusden-Zuid
- Lexmond
- Loenen
- Lopik
- Maarn
- Maarssen
- Mastwijk
- Meerkerk
- Middelkoop
- Mijnden
- Montfoort
- Nieuwe-Wetering
- Nieuwegein
- Nieuwer-Ter-Aa
- Nieuwland
- Nigtevegt
- Ockhuizen
- Oud-Aa
- Oud-Leusden
- Oud-Maarsseveen
- Oudewater
- Oukoop
- Renswoude
- Rhenen
- Scheendijk
- Soest
- Spengen
- Stokkelaarsbrug
- Stoutenburg
- Themaat
- Tienhoven aan de Lek
- Utreque
- Veenendaal
- Vianen
- Wijk bij Duurstede
- Woerden
- Woudenberg
- Zeist